# Yttre Järnvågsbron
Yttre Järnvågsbron är en av de äldsta bevarade broarna i Göteborg och som stod klar 1866. Den förbinder Pustervik och Rosenlund med varandra, över Rosenlundskanalen vid Skeppsbron.

## Historia

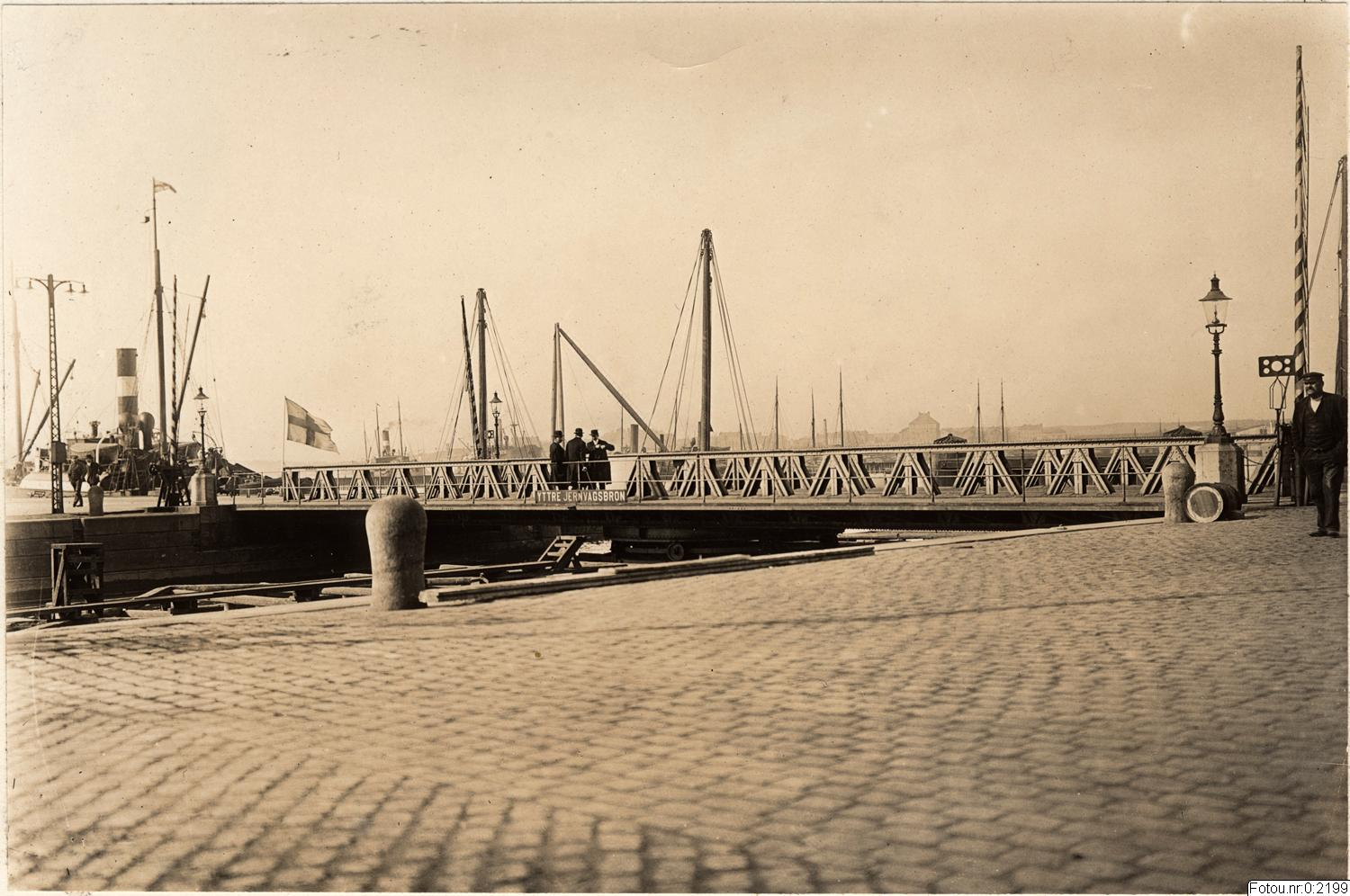
Yttre Järnvågsbron troligen taget tätt efter renoveringen 1906, ca 1910.

Bron uppfördes ursprungligen år 1866 som en järnvägsbro, med vidbyggda gångbanor, efter ritningar av arkitekten Josef Richert. Detta då nya kajer anlades vid Järnvågshamnen och Rosenlundskanalen som förbands med järnväg via den då anlagda Södra hamnbanan. Bron var en svängbro då båtar behövde kunna ta sig in i Rosenlundskanalen. Den ursprungliga bron var konstruerad av gallerverk i stål. Den tillverkades troligen vid Kiellers Mekaniska Verkstad.
1904-1906 omarbetades bron då den inte bedömdes klara de tyngre lokomotiv som användes varför Göteborgs hamnstyrelse beställde en ny svängbro i fackverk av stål. Själva öppningsmekanismen var elektrisk. Bron med maskineri levererades av Göteborgs Mekaniska Verkstad. Den nya bron stod troligen klar på våren 1906. Gatsten samt övriga stenarbeten levererades av stenhuggare J M Johansson som drev sin verksamhet på Bangatan.
1951 renoverades bron, och då slutade den även att öppnas. 1968 togs själva svängmaskineriet bort. 1970 renoverades bron och ståldetaljer byttes samt att bron ommålades. 1981 togs de båda gångbanorna av trä som löpte på ömse sidor om bron bort. Sedan 1981 har bron endast nyttjas för gående och cykel.
1988 målades bron om senaste gången och det noterades då att vissa delar var rostiga, men inga utbyten av skadade delar skedde.

## Framtid
I samband med utbyggnaden av Masthuggskajen kommer bron att demonteras under 2021 och återuppbyggas i ett nytt läge längre ut mot älven.

## Bilder

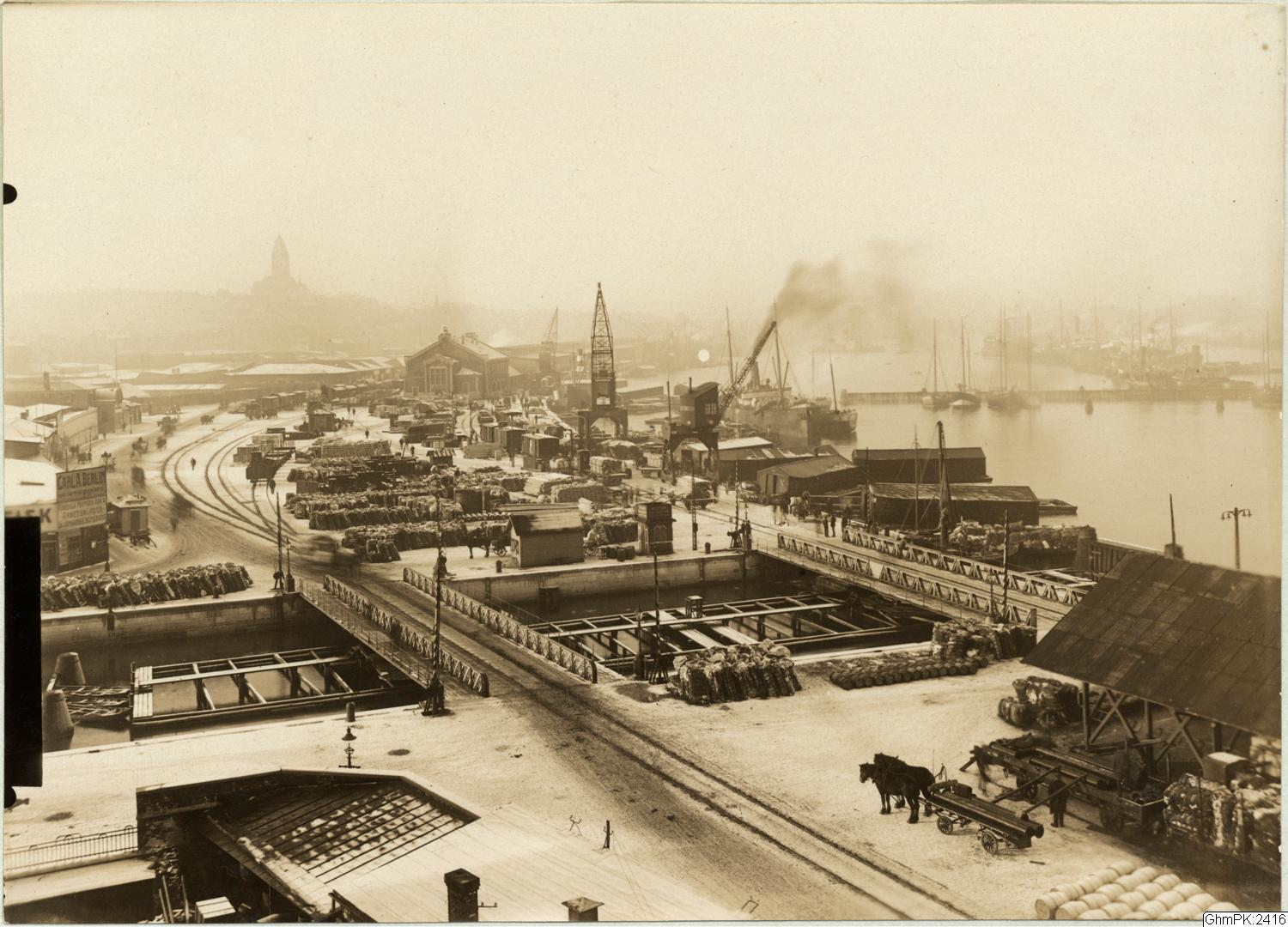
Yttre och Inre Järnvågsbron på ett foto från ca 1915 av Anna Backlund.
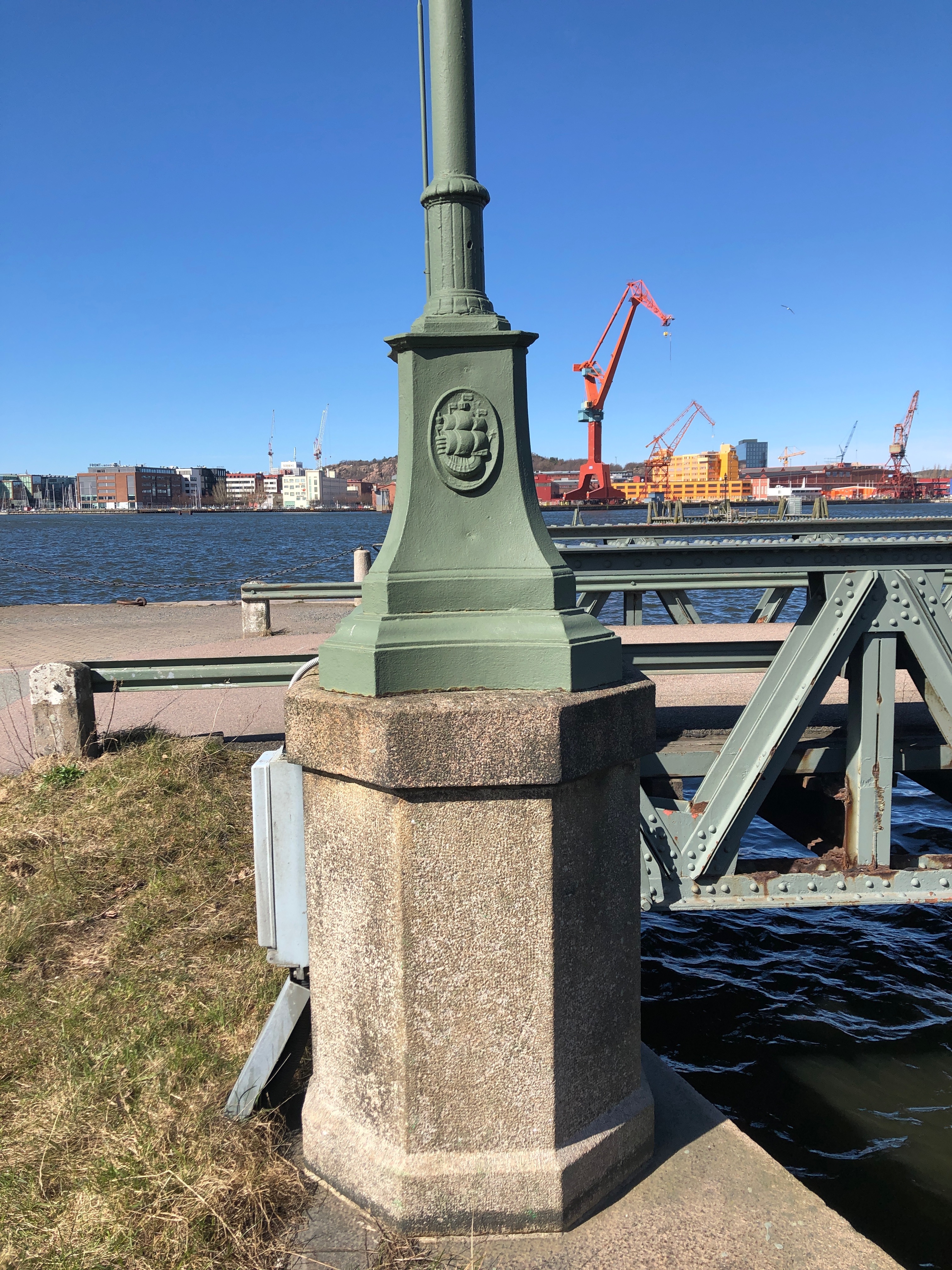
Fundament till gatlykta. (2021)